# Camallarg
Els camallargs formaven un antic ordre (Grallae) que agrupava ocells amb les potes i el coll llargs. Aquesta denominació no té actualment valor taxonòmic però se segueix utilitzant com a descripció morfològica i ecològica. Responen a aquesta denominació aus de grups diversos com els agrons i martinets, les cigonyes, els flamencs, els ibis, les becades, els corriols i territs o les grues. Viuen o s'alimenten en medis d'aigües somes, continentals o litorals, i en general són migratoris.
L'ordre dels camallargs o Grallae (nom llatí que significa 'xanques') era un dels sis ordres d'ocells establerts per Linné en la seva sistemàtica, basada en la forma del bec i les característiques de les potes, i recollida a la seva obra Systema Naturae. Classificacions posteriors, com les de Heinrich Rudolf Schinz, Eduard Friedrich Poeppig, Johann Friedrich Naumann, Johann Jakob Kaup o Georges Cuvier utilitzen encara la forma característica de les potes dels camallargs per classificar-los. Tanmateix, aquest tàxon ha acabat per esdevenir obsolet, davant el creixent ús de taxonomies cladístiques, ja que és clarament polifilètic. En efecte, les potes, colls i becs llargs del camallargs no corresponen a caràcters heretats d'un avantpassat comú sinó que són fruit de la convergència evolutiva, reflecteixen l'adaptació de línies evolutives independents a la vida i l'alimentació en aiguamolls, estanys, ribes i costes d'aigües somes. La classificació de diversos grups de camallargs és encara discutida, com exemplifica la recent reclassificació de l'ordre dels cicònids.